# 平陆县
平陆县是中国山西省运城市所辖的一个县。总面积为1173.5平方公里，縣人民政府駐聖人澗鎮。

## 行政区划
平陆县下辖6个镇、4个乡：
圣人涧镇、常乐镇、张店镇、张村镇、曹川镇、三门镇、部官镇、洪池镇和杜马乡。

## 人口
根據第七次人口普查數據，截至2020年11月1日零時，平陸縣常住人口為205080人。

## 交通
- 209国道过境。

## 延伸阅读
- 为了六十一个阶级弟兄
- 平陆事件